# Luka Pavićević
Luka Pavićević (in serbo Лука Павићевић?; Titograd, 17 giugno 1968) è un ex cestista e allenatore di pallacanestro serbo.

## Carriera
Ha guidato il Montenegro ai Campionati europei del 2013.

## Palmarès

### Giocatore
- YUBA liga: 3

Spalato: 1988-89, 1989-90, 1990-91
- Campionato finlandese: 1

Espoon Honka: 2000-01
- Coppa di Jugoslavia: 3

Cibona Zagabria: 1988
Spalato: 1990, 1991
- Coppa di Jugoslavia: 1

FMP Železnik: 1997
- Coppa di Finlandia: 1

Espoon Honka: 2001
- Coppa dei Campioni: 3

Spalato: 1988-89, 1989-90, 1990-91

### Allenatore
- Campionato tedesco: 1

Alba Berlino: 2007-08
- Coppa di Germania: 1

Alba Berlino: 2009
- Coppa del Montenegro: 1

Budućnost: 2016
- Supercoppa tedesca: 1

Alba Berlino: 2008